# Nagel von Dirmstein

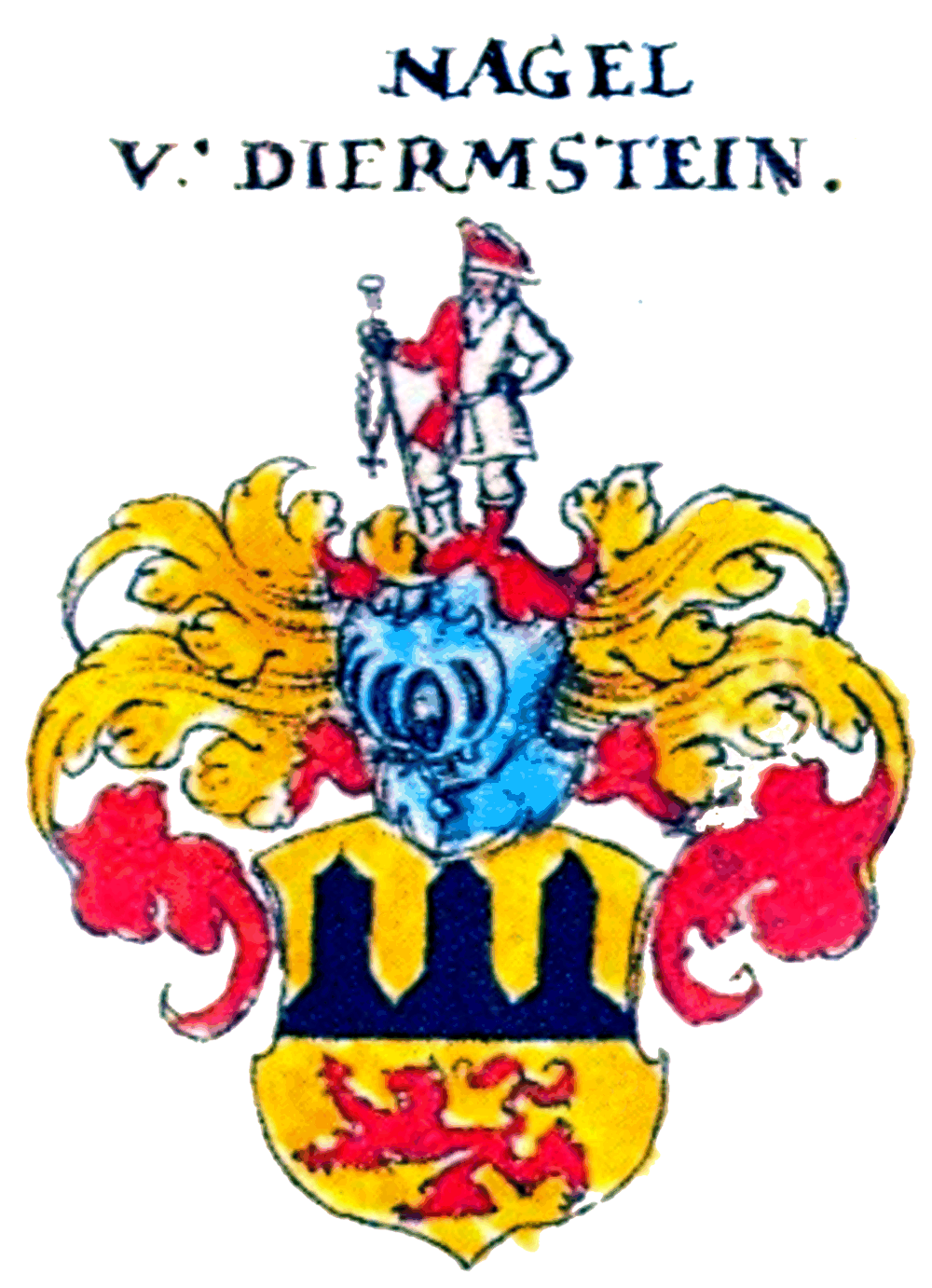
Wappen der pfälzischen Adelsfamilie Nagel von Dirmstein

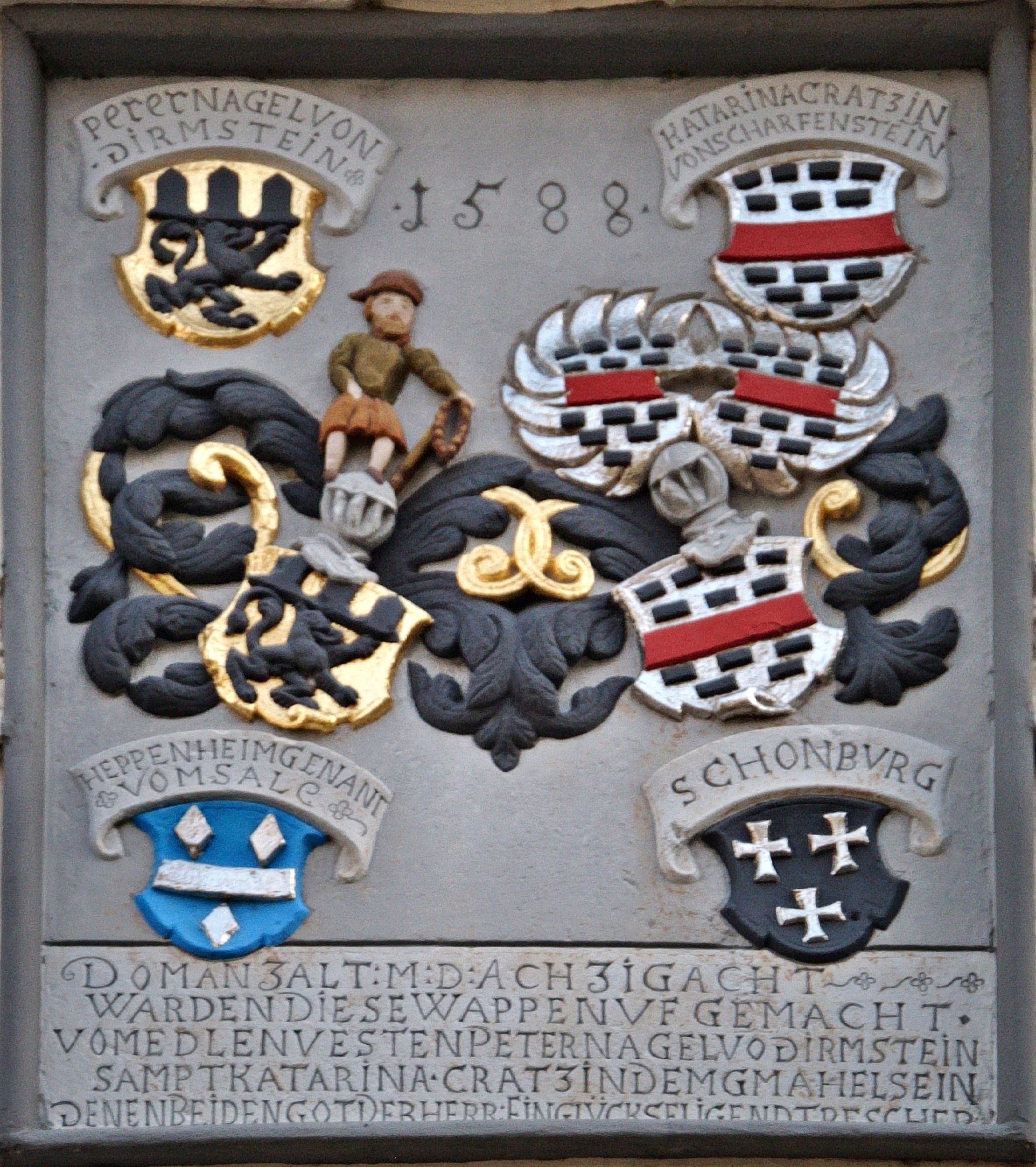
Wappenstein des Peter V. Nagel von Dirmstein mit dem ehelichen Allianz- und zwei Ahnenwappen. Nagelscher Hof, Freinsheim

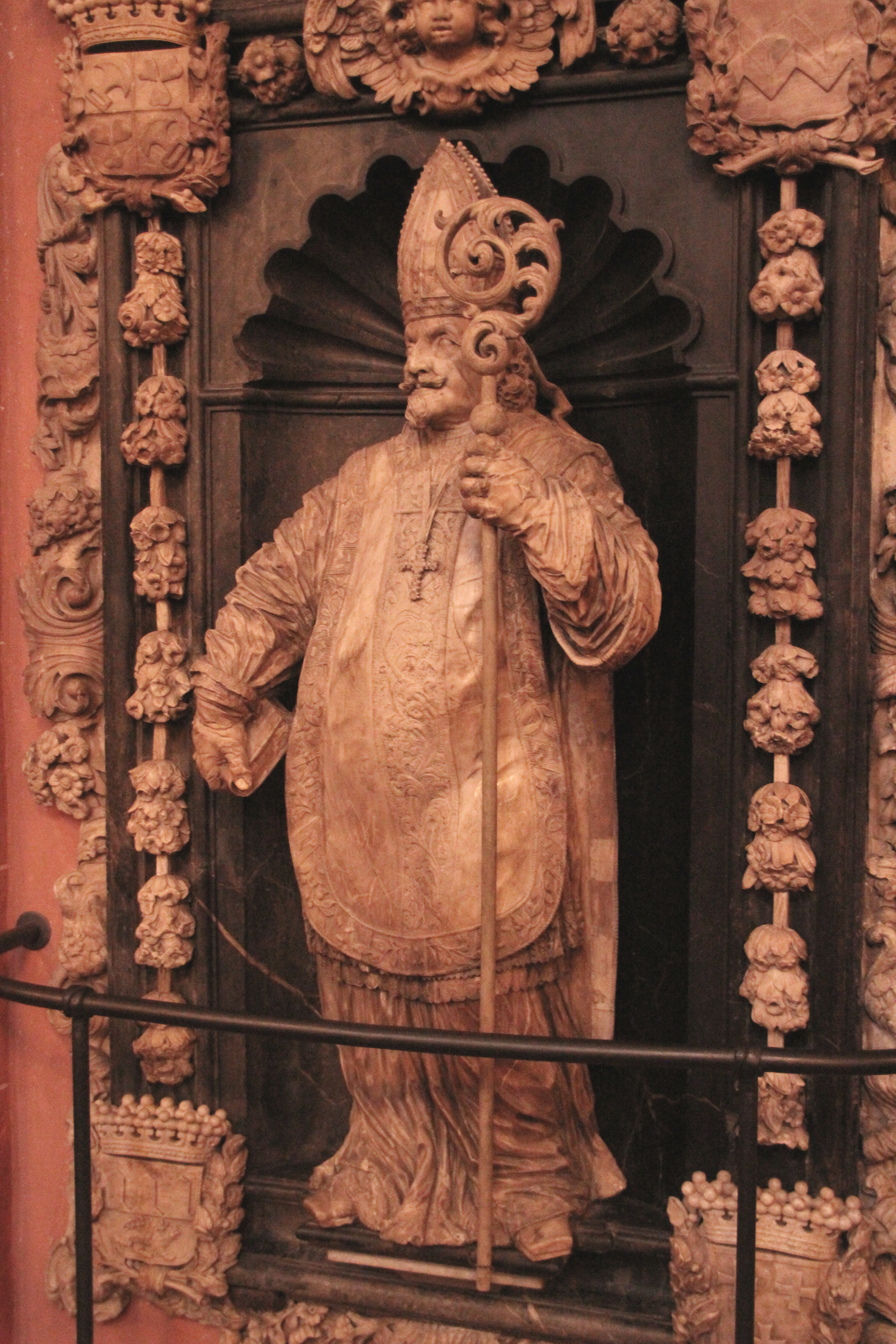
Grabmal des Bischofs Johann Karl von Franckenstein im Frankfurter Dom. Links unten das Nagelsche Wappen

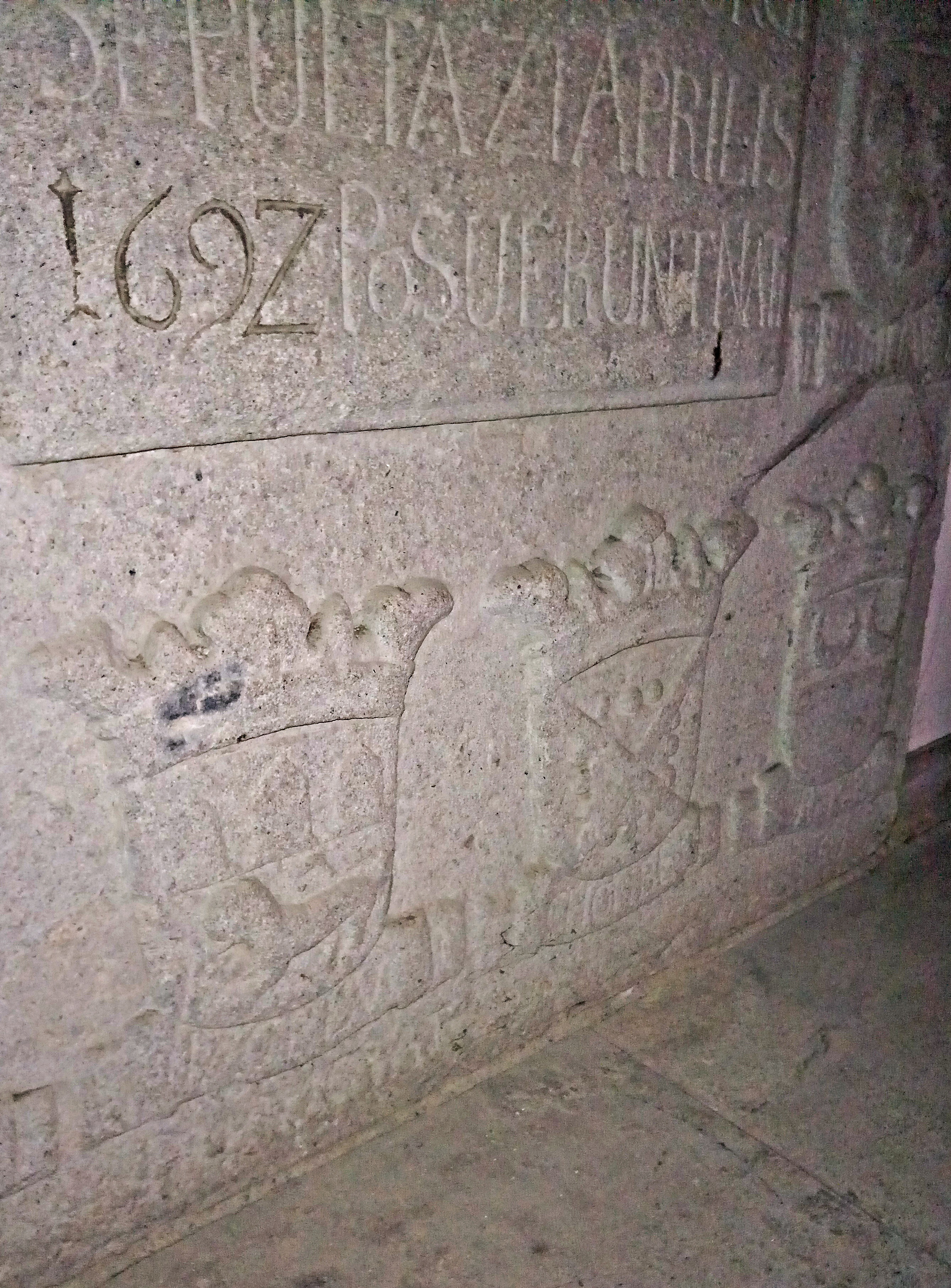
Nagelsches Wappen auf der Grabplatte der Emilia Rosina von Auwach, Krypta Abteikirche St. Michael, Siegburg

Die Familie Nagel von Dirmstein war ein pfälzisches Adelsgeschlecht, das sich nach dem Ort Dirmstein (heute Rheinland-Pfalz) benannte.

## Familiengeschichte
Die Familie wird 1231 erstmals urkundlich erwähnt; ab 1344 bis zum Aussterben im Mannesstamm, 1652, lässt sich die Stammfolge lückenlos belegen. Es handelte sich um ein Ritter- und Dienstmannengeschlecht, das hauptsächlich in den Diensten der Leininger Grafen sowie der Bistümer Worms und Speyer stand. Ursprünglich erscheinen sie als Nagel von Sobernheim, ab Mitte des 14. Jahrhunderts, wohl nach Aufnahme in die Dirmsteiner Ritter-Ganerbschaft, als Nagel von Dirmstein.
1468 erwarb Peter II. Nagel von Dirmstein einen Hubhof in Freinsheim als Mannlehen.
Der Sohn von Peter II., Peter III. Nagel von Dirmstein, war seit mindestens 1492 Bischöflich-Speyerer Landvogt am Bruhrain. Er war verheiratet mit Hildegard von Remchingen, deren Nichte Praxedis von Remchingen 1501 den einflussreichen kurpfälzischen Kanzler Florenz von Venningen ehelichte.
In der nächsten Generation erscheint der Sohn Peter IV. Nagel von Dirmstein, verheiratet mit Margarete von Heppenheim genannt vom Saal, ab 1542 als Bischöflich-wormsischer Oberamtmann in Dirmstein. Als solcher wurde er 1548 der Vormund des Florenz von Venningen, des minderjährigen Sohnes des verstorbenen pfälzischen Kanzlers gleichen Namens. 1554 trat Peter IV. als Ausfauth zu Kirrweiler in Bischöflich-Speyerer Dienste, 1555 avancierte er zum Oberamtmann auf Burg Marientraut. 1553 erwarb er ein großes Rittergut in Freinsheim, den jetzigen von-Busch-Hof, zusammen mit dem nahen Gebäude, das heute als Nagelscher Hof bezeichnet wird. Letzteres Anwesen, inzwischen mehrfach umgebaut, besitzt einen großen Wappenstein der Familie aus dem Jahr 1588.
Der Sohn von Peter IV., Christoph Nagel von Dirmstein († 1587), amtierte als Domdekan zu Worms sowie als Domherr und Stuhlbruderpropst in Speyer. Die Tochter Hildegard Nagel von Dirmstein heiratete Johann V. von Franckenstein. Sie sind die Großeltern des Wormser Bischofs Johann Karl von Franckenstein (1610–1691), dessen Grabmal im Frankfurter Dom deshalb ein großes Ahnenwappen der Nagel von Dirmstein ziert.
Peter V. Nagel von Dirmstein († 1610), ein anderer Sohn von Peter IV., heiratete Katharina Kratz von Scharfenstein, Schwester des erwählten Wormser Bischofs Philipp II. Kratz von Scharfenstein, Nichte der Bischöfe Georg von Schönenberg und Johann VII. von Schönenberg sowie Cousine des Speyerer Bischofs Eberhard von Dienheim. Peter V. ließ 1588 am Nagelschen Hof in Freinsheim einen prächtigen Stein mit Allianzwappen und Ahnenwappen anbringen.
Der Neffe von Peter V. und Sohn seines verstorbenen Bruders Florenz, Eberhard Heinrich Nagel von Dirmstein, war der letzte männliche Träger des Familiennamens. 1649 erscheint er als Stadtschultheiß in Alzey. Er starb um 1652, womit sein Adelsgeschlecht im Mannesstamm erlosch.
Im Schlosspark Weinheim ist der Grabstein des Philipp Nagel von Dirmstein († 1527) aufgestellt. Er stammt aus der alten, abgebrochenen Peterskirche.
Auch die Grabplatte der Emilia Rosina von Auwach geb. von Koppenstein († 1692), Mutter des Speyerer Domdekans Hermann Lothar von Auwach, in der Krypta der Abteikirche St. Michael, Siegburg, zeigt ein Ahnenwappen der Nagel von Dirmstein.

## Wappen
Blasonierung: Goldener Schild, quergeteilt. Oben drei schwarze Eisenhütlein (Eisenhutfeh), unten ein schreitender roter Löwe. Auf dem Helm ein Pilger mit Stab und Rosenkranz.